# Rosa y Azul

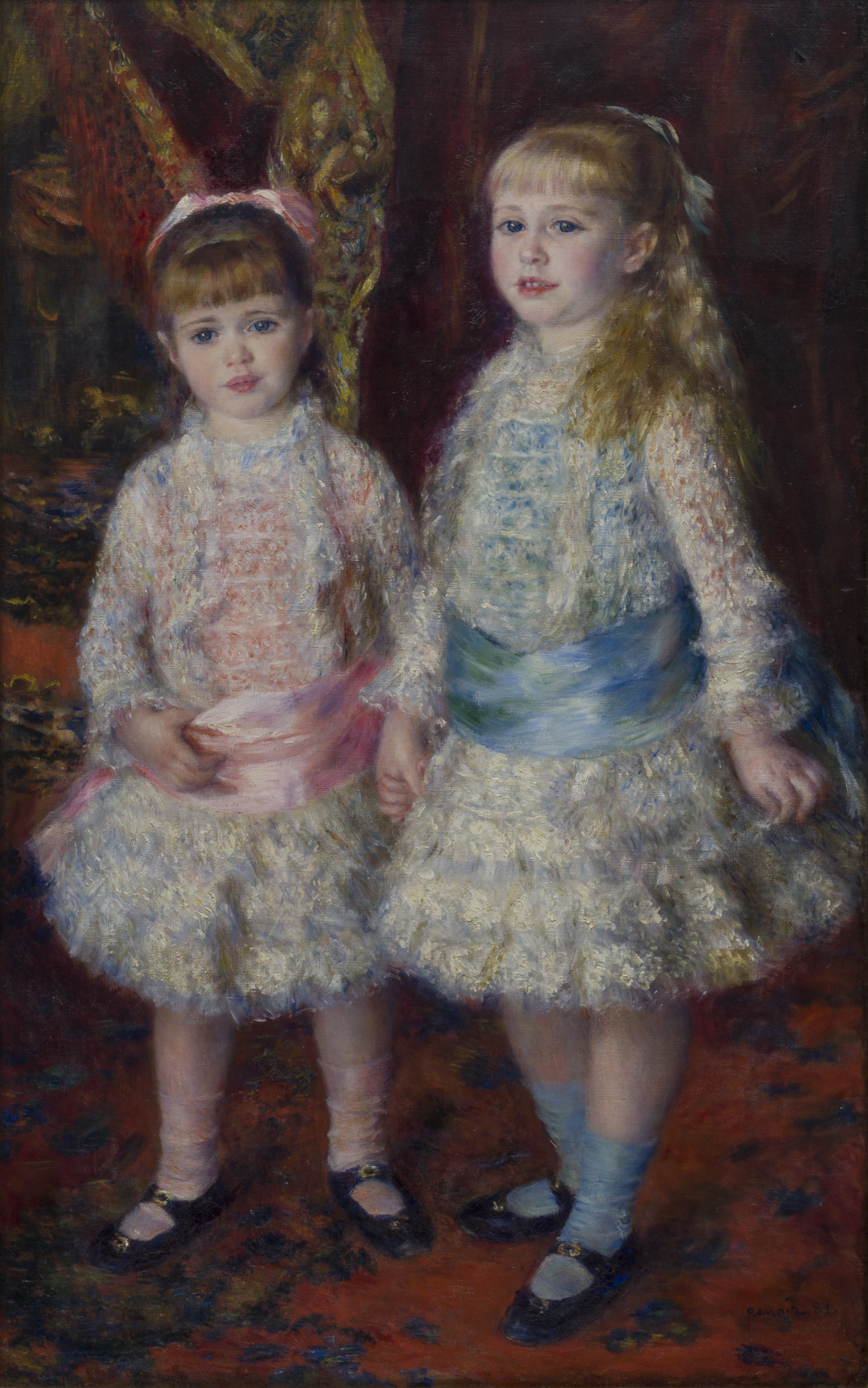
Rosa y Azul, retrato infantil de las hermanas Alice y Elisabeth Cahen d'Anvers.

Alice y Elisabeth Cahen d'Anvers (habitualmente denominada Rosa y Azul) es una pintura al óleo del impresionista francés Pierre-Auguste Renoir. Pintada en París en 1881, es un retrato de las hermanas Alice y Elisabeth, hijas de Louise Cahen d'Anvers y su marido el banquero judío Louis Raphaël Cahen d'Anvers. Es considerado uno  de los trabajos más populares en la colección del Museo de Arte de São Paulo, en Brasil, donde se exhibe desde 1952.

## Alice y Elisabeth Cahen d'Anvers
Renoir retrató a las dos hijas menores de Louise Cahen d'Anvers y su marido el banquero Louis Raphaël Cahen d'Anvers, Elisabeth, nacida en diciembre de 1874, y la más joven, Alice, en febrero de 1876, cuando tenían respectivamente seis y cinco años. El artista pintó muchos retratos para las familias acomodadas de la comunidad judía parisina en ese tiempo, y Louis Cahen d'Anvers, casado con Louise de Morpurgo, descendiente de una rica familia de Trieste, era uno de los más ricos.
Renoir recibió muchas encargos de retratos para esta familia, la cual conoció a través del coleccionista Charles Ephrussi, propietario de la Gazette des Beaux-Arts y también el amante de Louise. La idea era hacer retratos individuales de cada hija. Renoir retrató a la hija mayor del matrimonio, Irene, en una pintura hoy en día conservada en la Fundación de la colección E. G. Bührle, en Zúrich. Después, la familia decidió que las otras dos hermanas serían pintadas juntas. Louise pagó a Renoir 1.500 francos por la pintura.
Según Camesasca, hubo muchas sesiones de posado sentadas hasta finales de febrero de 1881, antes de que Renoir viajara a Argel. Unas décadas más tarde, la menor de las modelos recordaría que "el aburrimiento de las sesiones sentadas era recompensado por el placer de llevar el elegante vestido de encaje".
Alice vivió hasta 1965 y murió en Niza, a los 89 años. En 1895, se había casado con el oficial del Ejército británico Charles Vere Ferrers Townshend que dirigió el fallido asedio de Kut al Amara en 1916. Elisabeth tuvo un destino trágico. Después de divorciarse de su primer marido, el diplomático y conde Jean de Forceville, se casó con Alfred Émile Denfert Rochereau, del que también se acabó divorciando. En 1987, durante una exposición del Museo de Arte de São Paulo de su fondo de arte en la Fundación Pierre Gianadda en Martigny, Suiza, el sobrino de Elisabeth, Jean de Monbrison, escribió una carta al museo informando de su triste fin: a pesar de que fue convertida al catolicismo muy joven, fue enviada a Auschwitz debido a su ascendencia judía y murió de camino al campo de concentración en marzo de 1944, a los 69 años.